# Komitat Nógrád
Komitat Nógrád (węg. Nógrád vármegye) – komitat na północy Węgier, graniczący ze Słowacją. Zalicza się do unijnego regionu statystycznego „Północne Węgry” (Észak-Magyarország).
Komitat Nógrád w całości leży w Średniogórzu Północnowęgierskim. Obejmuje wschodnią część wzgórz Börzsöny, pasmo niskich gór Cserhát, północne podnóże gór Mátra i ich zachodnie przedgórze (obniżenie zajęte przez górną część doliny rzeki Zagyva). Zagyva odwadnia południową część komitatu, z kolei największą rzeką północy komitatu jest graniczna Ipeľ (Ipoly). Teren komitatu zajmują wzgórza i góry średnie.
Komitat Nógrád ukształtował się w XIII wieku, po czym jednak oddzielały się z niego inne komitaty. Jego obecny obszar tworzą części komitatów Nógrád i Hont pozostałych przy Węgrzech po traktacie w Trianon.

## Podział administracyjny
Komitat dzieli się na 6 powiatów:
- Balassagyarmat
- Bátonyterenye
- Pásztó
- Rétság
- Salgótarján
- Szécsény

### Miasta komitatu
Miasta komitatu według liczby mieszkańców (dane na podstawie spisu z 2001):
- Salgótarján: 44 964
- Balassagyarmat: 18 474
- Bátonyterenye: 15 043
- Pásztó: 10 296
- Szécsény: 6634
- Rétság: 3015

Gminy wiejskie komitatu (alfabetycznie)

- Alsópetény
- Alsótold
- Bánk
- Bárna
- Becske
- Bercel
- Berkenye
- Bér
- Bokor
- Borsosberény
- Buják
- Cered
- Cserháthaláp
- Cserhátsurány
- Cserhátszentiván
- Csesztve
- Csécse
- Csitár
- Debercsény
- Dejtár
- Diósjenő
- Dorogháza
- Drégelypalánk
- Ecseg
- Egyházasdengeleg
- Egyházasgerge
- Endrefalva
- Erdőkürt
- Erdőtarcsa
- Etes
- Érsekvadkert
- Felsőpetény
- Felsőtold
- Galgaguta
- Garáb
- Herencsény
- Héhalom
- Hollókő
- Hont
- Horpács
- Hugyag
- Iliny
- Ipolyszög
- Ipolytarnóc
- Ipolyvece
- Jobbágyi
- Karancsalja
- Karancsberény
- Karancskeszi
- Karancslapujtő
- Karancsság
- Kazár
- Kálló
- Keszeg
- Kétbodony
- Kisbágyon
- Kisbárkány
- Kisecset
- Kishartyán
- Kozárd
- Kutasó
- Legénd
- Litke
- Lucfalva
- Ludányhalászi
- Magyargéc
- Magyarnándor
- Márkháza
- Mátramindszent
- Mátranovák
- Mátraszele
- Mátraszőlős
- Mátraterenye
- Mátraverebély
- Mihálygerge
- Mohora
- Nagybárkány
- Nagykeresztúr
- Nagylóc
- Nagyoroszi
- Nemti
- Nézsa
- Nógrád
- Nógrádkövesd
- Nógrádmarcal
- Nógrádmegyer
- Nógrádsáp
- Nógrádsipek
- Nógrádszakál
- Nőtincs
- Őrhalom
- Ősagárd
- Palotás
- Patak
- Patvarc
- Piliny
- Pusztaberki
- Rákóczibánya
- Rimóc
- Romhány
- Ságújfalu
- Sámsonháza
- Somoskőújfalu
- Sóshartyán
- Szalmatercs
- Szanda
- Szarvasgede
- Szátok
- Szendehely
- Szente
- Szécsénke
- Szécsényfelfalu
- Szilaspogony
- Szirák
- Szuha
- Szurdokpüspöki
- Szügy
- Tar
- Terény
- Tereske
- Tolmács
- Vanyarc
- Varsány
- Vizslás
- Zabar